# Dolce (ort i Tjeckien)
Dolce är en ort i Tjeckien.   Den ligger i regionen Plzeň, i den västra delen av landet, 90 km sydväst om huvudstaden Prag. Dolce ligger 461 meter över havet och antalet invånare är 281.
Terrängen runt Dolce är lite kuperad. Runt Dolce är det ganska glesbefolkat, med 32 invånare per kvadratkilometer. Närmaste större samhälle är Klatovy, 18,8 km söder om Dolce. I omgivningarna runt Dolce växer i huvudsak blandskog.

## Galleri

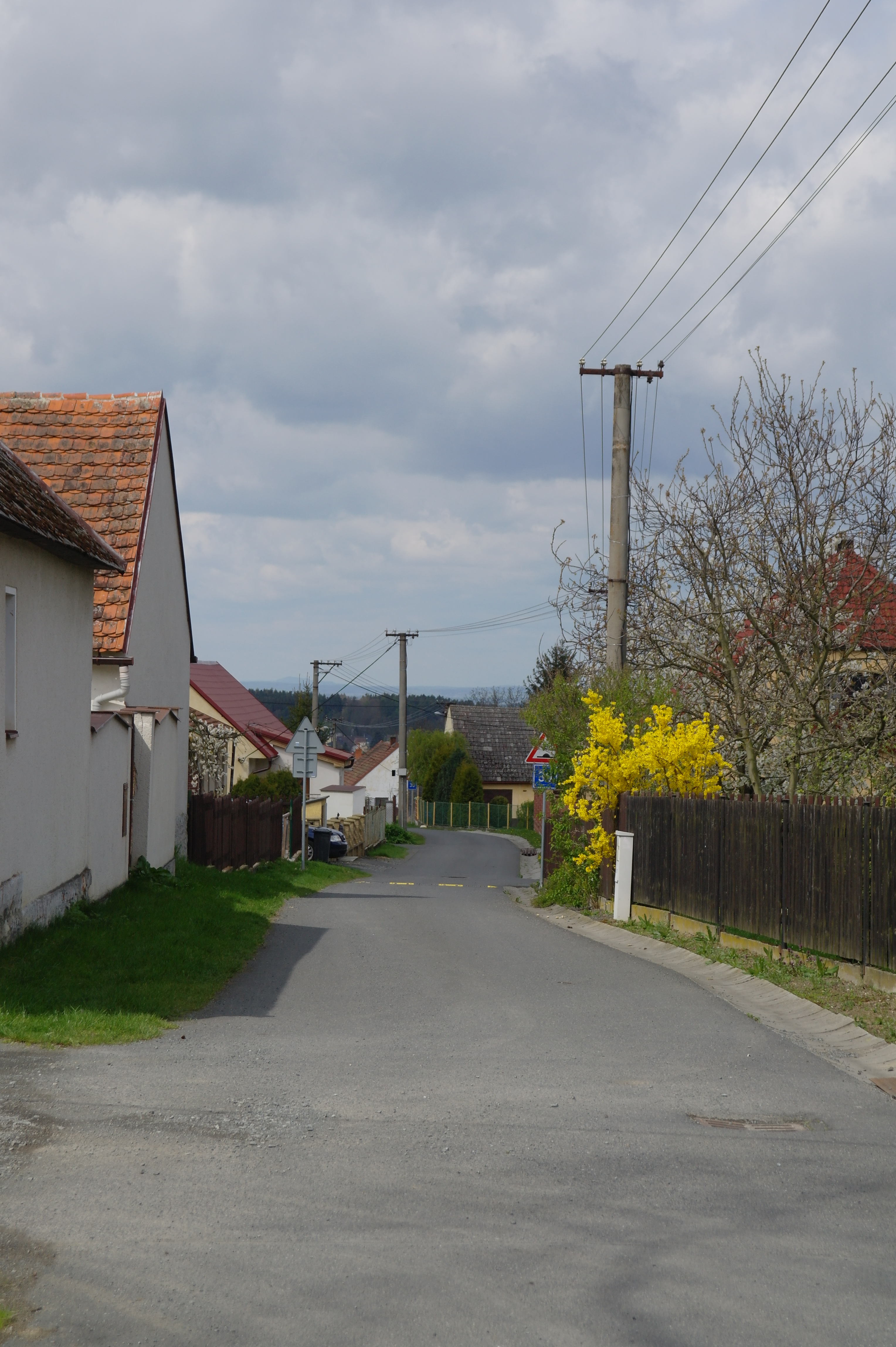
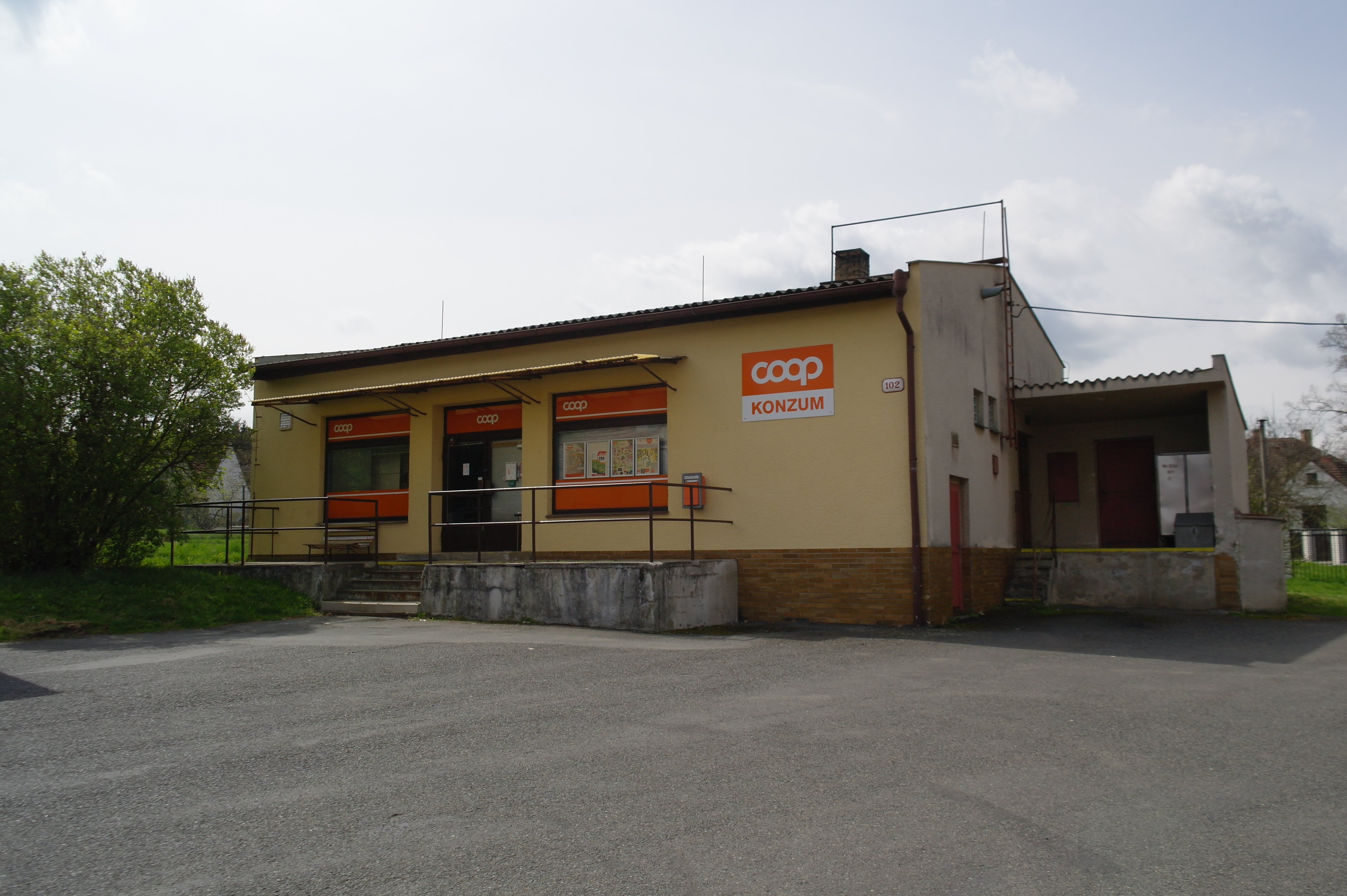
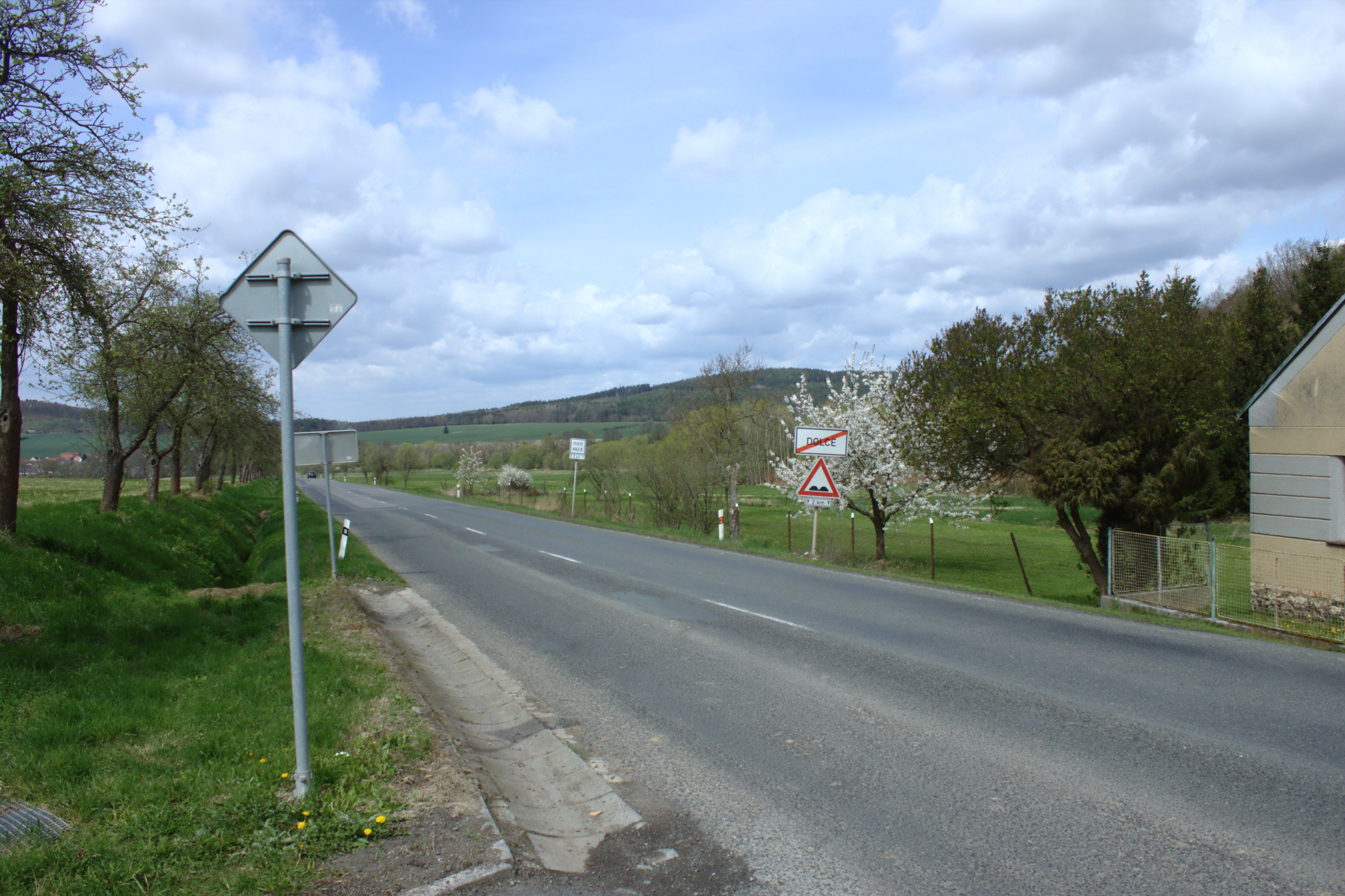